# The Flairs
The Flairs est un groupe américain de doo-wop.

## Historique
Le groupe, d'abord baptisé The Debonaires, est fondé en 1953 par des élèves de la Jefferson High School de Los Angeles : les ténors Arthur Lee Maye (en) et Pete Fox, le baryton Obediah Jessie et la basse A. V. Odum. Ils enregistrent un 45 tours sous le nom de The Hollywood Blue Jays sur le label Recorded in Hollywood. Après le départ de Maye (qui rencontre par la suite le succès comme joueur de baseball) et Odum, le groupe devient un quintette avec l'arrivée des ténors Beverly Thompson et Cornell Gunter (en) (transfuge des Platters) et de la basse Richard Berry.
Cette formation auditionne pour Modern Records en 1954 et adopte le nom « The Flairs » d'après Flair Records, une succursale de Modern. Le quintette enregistre une série de 45 tours pour Modern au cours de l'année, jusqu'au départ de Thompson et Berry, remplacés respectivement par Charles Jackson et Randolph Jones. Ce dernier ne fait qu'accompagner le groupe en studio et n'en est pas membre à part entière. Au cours des années suivantes, les Flairs, managés par Buck Ram, sortent plusieurs singles sous d'autres noms, comme les Jac-O-Lacs ou les Ermines, avec une composition qui fluctue beaucoup et qui comprend parfois Shirley (en), la sœur de Cornell Gunter.
La dernière incarnation des Flairs, rebaptisée « The Flares », se compose d'Aaron Collins, Willie Davis, Thomas Miller et George Hollis. Active de 1959 à 1964, cette version du groupe, dont la composition reste instable, publie plusieurs 45 tours chez Felsted Records, dont un, Foot Stomping Part I, rencontre un certain succès et atteint la 25e place du hit-parade américain.
Plusieurs membres des Flairs connaissent le succès dans d'autres groupes. Young Jessie et Richard Berry participent à l'enregistrement du single des Robins Riot in Cell Block Number 9 en 1954. Young Jessie et Cornell Gunter sont membres des Coasters. Berry est également l'auteur de la chanson Louie Louie.